# Flaga ASEAN
Flaga ASEAN (Stowarzyszenia Narodów Azji Południowo-Wschodniej) – na niebieskim tle oficjalny emblemat organizacji przyjęty w listopadzie 1997 roku.
Flaga jest niebieskim prostokątem z czerwonym kołem w środku o białej obwódce. W kole widnieje 10 żółtych łodyg ryżu.
Symbolikę flagi wyszczególniono w Karcie ASEAN. Kolor niebieski oznacza pokój i stabilność, czerwony odwagę i dynamikę, biały symbolizuje czystość, a żółty reprezentuje dobrobyt. Łodygi ryżu symbolizują 10 członków Stowarzyszenia. Kolory flagi – niebieski, czerwony, biały, żółty – stanowią główne kolory flag narodowych krajów członkowskich ASEAN.
Stosunek szerokości do długości flagi wynosi 2:3, a rozmiary flagi zależą od jej zastosowania:
- Rozmiar zwykłej flagi (100 × 150 cm)
- Bandera samochodowa (20 × 30 cm)
- Flaga w większej wersji (200 × 300 cm)

Poprzednia flaga ASEAN była inna od obecnej. Różniła się liczbą łodyg i kolorami. Łodyg było sześć, co symbolizowało liczbę pięciu krajów założycielskich (Filipiny, Indonezja, Malezja, Singapur, Tajlandia) oraz Brunei. Kolejną różnicą było tło flagi – uprzednio białe, obecnie niebieskie. Obwódka okręgu miała turkusowy kolor, a samo koło było jasnożółte. Ryż z kolei miał odcień złotobrązowy. Istniał także napis ASEAN.